# Леслі Угочукву
Леслі Угочукву (фр. Lesley Ugochukwu, нар. 26 березня 2004, Ренн) — французький футболіст, півзахисник клубу «Челсі». На умовах оренди грає за «Саутгемптон».

## Ігрова кар'єра
Народився 26 березня 2004 року в місті Ренн. Вихованець футбольної школи клубу «Ренн».
У дорослому футболі дебютував 2020 року виступами за команду «Ренн 2», у якій провів один сезон, взявши участь у 5 матчах чемпіонату. 
До складу головної команди клубу «Ренн» приєднався 2021 року. Станом на 25 серпня 2022 року відіграв за команду з Ренна 22 матчі в національному чемпіонаті.

## Титули і досягнення
Олімпійська збірна Франції
- Срібні медалі Олімпійських ігр 2024[2]